# سيغان أوبويالي
سيغان أوبويالي (بالهولندية: Segun Owobowale)‏ (17 أغسطس 1997 بهولندا - ) هو لاعب كرة قدم هولندي في مركز الهجوم. لعب مع أدو دين هاغ.

## روابط خارجية
- سيغان أوبويالي على موقع Soccerway.com (الإنجليزية)